# ادر لوئیز
ادر لوئیز (به پرتغالی: Éder Luís de Oliveira) مهاجم، هافبک اهل برزیل است که در شهر یوبرابا و در تاریخ ۱۹ آوریل ۱۹۸۵ به دنیا آمده‌است.
ادر لوئیز در تیم‌های فوتبال اتلتیکو مینیرو سابقهٔ حضور دارد.